# القصير (تعز)
القصير هي إحدى قرى الجمهورية اليمنية. وهي تتبع جغرافيًا لمحافظة تعز. وإداريًا لمديرية التعزية. يبلغ تعداد سكانها 1166 نسمة حسب الإحصاء الذي جرى عام 2004.